# Morán (khu tự quản)
Morán là một khu tự quản thuộc bang Lara, Venezuela. Thủ phủ của khu tự quản Morán đóng tại El Tocuyo. Khự tự quản Morán có diện tích 2305 km2, dân số theo điều tra dân số ngày 21 tháng 10 năm 2001 là 112484 người.